# ایته‌وون
ایته‌وون (به لاتین: Itaewon) یک محله در کره جنوبی است که در Yongsan District واقع شده‌است.